# Miguel Fernández (cientista)
Miguel Fernández (Essen, Alemanha, 25 de setembro de 1883 - 29 de abril de 1950) foi naturalista argentino nascido na Alemanha

## Obras
- “La embriología de la Mulita”, Revista del Museo de La Plata, tomo XXI, 1915
- “Sobre algunos embriones de Criptúridos”, Revista del Museo de La Plata, 1919
- “Resultados del cruzamiento entre cuis y el chanchito de la india”
- “Las madrigueras y la protección de la vizcacha pampeana”
- “Genética General y Humana y elementos de Biometría“, por Miguel Fernández e Katy Marcinowski Fernández. Cáncer. Editorial LES, Córdoba, Argentina, 1956.